# Gedeon Vichnevski
Gedeon Vichnievski (Гедеон Вишневский - Gedeon Višnëvskij) (1678 - 2 février 1761) est un ecclésiastique et lettré russe. Il est recteur de l'Académie slavo-gréco-latine de Moscou puis évêque de Smolensk.

## Biographie
Il naît dans une famille noble et fait ses études à l'Académie gréco-latine de Pierre Mohyla à Kiev, puis part poursuivre ses études à Vilnius, Cracovie et Lvov.
Il retourne ensuite à l'Académie de Kiev et y enseigne la poétique et la rhétorique. Influencé par son expérience qui le porte volontiers vers une convergence de vue avec le catholicisme et la science jésuite, il entre rapidement en conflit avec le préfet puis en 1711 recteur de l'Académie, Théophane Prokopovitch, qui représente l'orientation protestante de l'orthodoxie.
Il assure à partir de 1712 un rôle de précepteur, mais est rappelé à Moscou en 1714 par Théophylacte Lopatinski, qui avait été un des professeurs influents de l'Académie de Kiev, y avait reconnu ses compétences de théologien et de philosophe, et dirigeait, en tant que recteur, l'Académie slavo-gréco-latine de Moscou sous Pierre le Grand. On a conservé de ses cours un recueil de notes manuscrites intitulé Universa Aristotelis philosophia, ad regulam christianae veritatis conformata.
Il est nommé préfet de l'Académie en 1718, puis prend en charge les cours de théologie, remplaçant en cela Théophylacte Lopatinski qui se dédiait à la correction du texte de la Bible en slavon. Il gagne la sympathie de ce dernier, et prend la défense d'Étienne Iavorski dans sa lutte contre l'influence protestante des réformes de Pierre le Grand et de son principal conseiller Théophane Prokopovitch. Il participe à la confrontation entre Iavrovski et Prokopovitch en 1718, qui se conclut par l'humiliation d'Iavrovski, et ouvre la voie à une direction collégiale de l'Église orthodoxe.
Il demeure cependant un homme de confiance du métropolite Étienne, qui désire le faire nommer en 1721 au Monastère de Nejinski-Nazareth. Cependant, dans le même temps, Gedeon est promu recteur de l'Académie de Moscou, et archimandrite du monastère Zaïkonospasski.

## Œuvres
- Ode au prince Dimitrie Cantemir en introduction de son Système de la religion mouhammédane, 1722.
- Ode à Pierre, 1724.

## Sources
- (ru) Cet article est partiellement ou en totalité issu de l’article de Wikipédia en russe intitulé « Гедеон Вишневский (епископ Смоленский) » (voir la liste des auteurs).